# Jadwiga Rutkowska (adwokat)
Jadwiga Rutkowska pseudonim „Katarzyna” (ur. 30 października 1910 w Warszawie, zm. 10 sierpnia 1994) – adwokat, ukończyła studia na Wydziale Prawa Uniwersytetu Józefa Piłsudskiego w Warszawie w 1935 r., w czasie wojny uczestniczyła w działalności konspiracyjnej. Przed wybuchem powstania warszawskiego brała udział w rozpoznaniu terenu i przygotowaniu powstańczej Kwatery Głównej szefostwa Tajnych Wojskowych Zakładów Wydawniczych. Praktykę adwokacką rozpoczęła w 1950 r., Dyrektor Ośrodka Badawczego Adwokatury w latach 1984–1987, wiceprezes Komisji Dyscyplinarnej. Pochowana na cmentarzu Powązkowskim (kwatera 206-1-19).

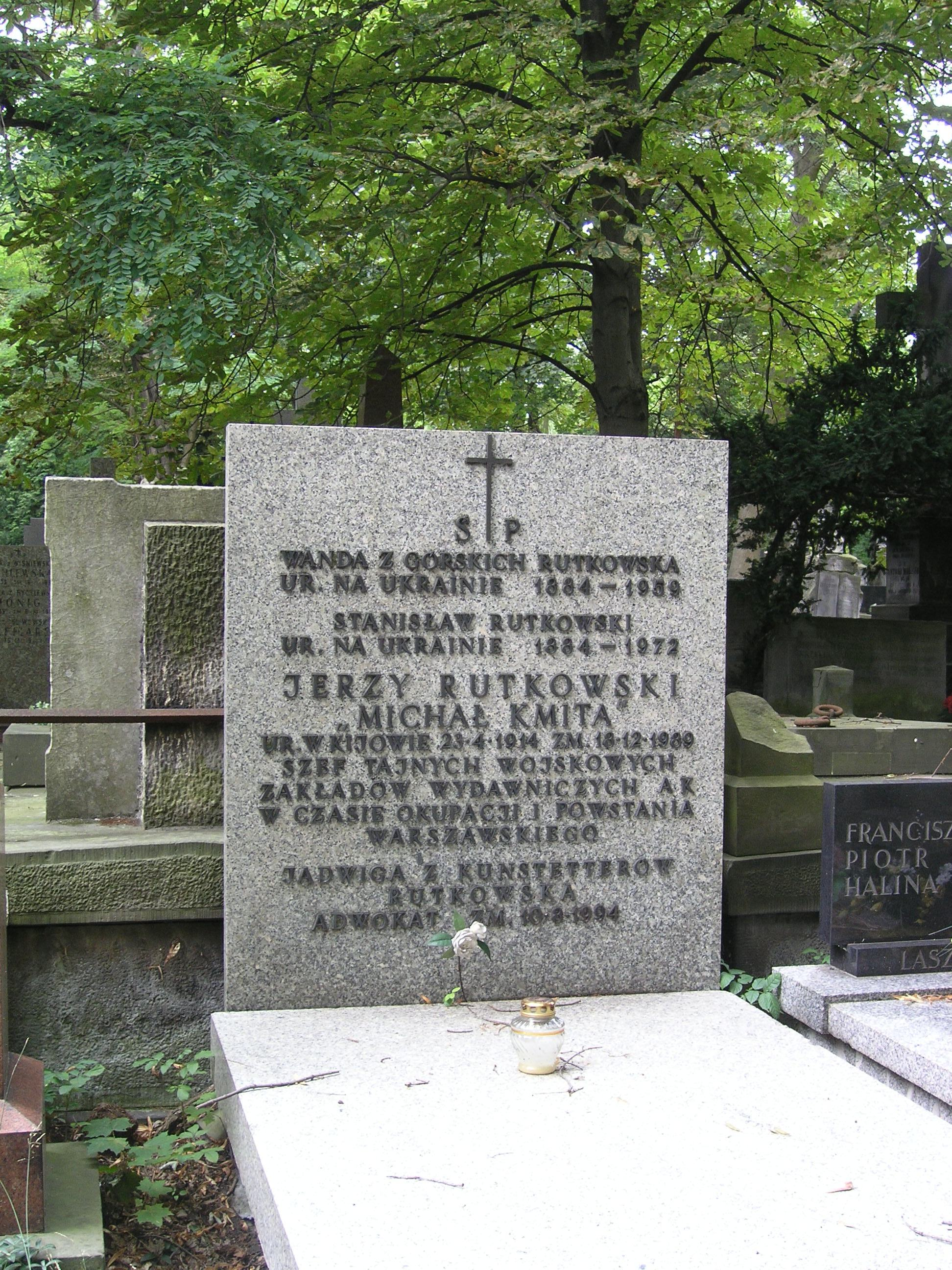
Grób Jerzego i Jadwigi Rutkowskich na cmentarzu Powązkowskim w Warszawie